# Citoarquitetura
Citoarquitetura (em grego: κύτος= "célula" + ἀρχιτεκτονική= "arquitetura"), também conhecida como citoarquitetônica, é o estudo da composição celular dos tecidos do sistema nervoso central sob o microscópio. A citoarquitetônica é uma das maneiras de analisar o cérebro, obtendo seções do cérebro usando um micrótomo e colorindo-as com agentes químicos que revelam onde estão localizados diferentes neurônios.
O estudo da parcelação de fibras nervosas (principalmente axônios) em camadas forma o assunto da mieloarquitetura (em grego: μυελός, "medula" + ἀρχιτεκτονική, "arquitetura"), uma abordagem complementar à citoarquitetura.

## História da citoarquitetura cerebral
A definição da citoarquitetura cerebral começou com o advento da histologia — a ciência de fatiar e colorir fatias cerebrais para exame. É creditado ao psiquiatra vienense Theodor Meynert (1833–1892), que em 1867 notou variações regionais na estrutura histológica de diferentes partes da massa cinzenta nos hemisférios cerebrais.
Paul Flechsig foi o primeiro a apresentar a citoarquitetura do cérebro humano em quarenta áreas. Alfred Walter Campbell então o dividiu em quatorze áreas.
Sir Grafton Elliot Smith (1871–1937), um nativo de Nova Gales do Sul que trabalhava no Cairo, identificou cinquenta áreas. Korbinian Brodmann trabalhou no cérebro de diversas espécies de mamíferos e desenvolveu uma divisão do córtex cerebral em 52 áreas distintas (das quais 44 no cérebro humano e as 8 restantes no cérebro de primatas não humanos). Brodmann usou números para categorizar as diferentes áreas arquitetônicas e acreditava que cada uma dessas regiões servia a um propósito funcional único.
Constantin von Economo e Georg N. Koskinas, dois neurologistas em Viena, produziram um trabalho de referência na pesquisa do cérebro ao definir 107 áreas corticais com base em critérios citoarquitetônicos. Eles usaram letras para categorizar a arquitetura, por exemplo, "F" para áreas do lobo frontal.